# Corazón rebelde
Pour les articles homonymes, voir Rebelde.
Corazón rebelde, est une telenovela chilienne diffusée en août-décembre 2009 par El Trece.

## Distribution

### Acteurs juvéniles
- Luciana Echeverría - María José Colucci
- Ignacio Garmendia - Manuel Santander
- Denise Rosenthal - Martina Valdivieso Rey
- Augusto Schuster - Pablo Bustamante Bustamante - Villain
- Magdalena Müller - Luna Fernández Murua
- Carolina Vargas - Maite Medina/Maite Bustamante
- José Manuel Palacios - Tomás Echeñique
- Felipe Álvarez - Guido Lassen
- María Gracia Omegna - Pilar Ortúzar
- Constanza Varela - Victoria "Vico" López
- Constanza Pozo - Francisca Valdés
- Samir Ubilla - Nicolás Hurtado
- Francisco Javier González - Marcos Délano

### Acteurs adultes
- Katty Kowaleczko - Sonia Rey
- Tomás Vidiella - Sergio Bustamante - Main Villain
- Fernando Kliche - Franco Colucci
- Alex Zisis - Marcelo Ortúzar
- Elvira Cristi - Gloria Soto
- Nicolás Saavedra - Diego Mancilla
- Erto Pantoja - Peter O´Ryan
- Teresita Reyes - Sandra Murua
- Aranzazú Yankovic - Josefina "Pepa" Ormazaval
- Ignacia Baeza - Daniela Leyton
- Claudia Herrera - Estela Bustamante
- Teresa Munchmeyer - Hilda Correa
- Loreto Araya-Ayala - Claudia Jara

### Apparitions spéciales
- Agustín Moya - Federico Valdivieso (Pape de Martina)
- Guido Vecchiola - Mauro Del Solar
- José Luis Cáceres Dupre - Joaquín Del Real
- Loreto Moya - Anita Lerida
- Nicolás Brown - Rolando "Rolo" Mendoza
- Florencia Monasterio - Olivia Mendez
- Kevin Vásquez - Kevin "Key-B" Duran
- Jaime Omeñaca - Nicolás Hurtado
- Carolina Arregui - Marina Cáceres
- Catalina González - Julieta Donoso
- Marcela Osorio - Mercedes Donoso - Villain
- Gonzalo Cádiz - Patricio López (Pape de Vico)
- Alejandro Trejo - Raúl Santander
- Mabel Farías - Carla
- Jaime Artus - David, Étudiant de l'Élite Way School
- Pablo Ausensi -
- Emilio García -
- Luis Gnecco - Principal Ruben Iturra
- Gabriela Ernst - Carmen Iturra
- Shelton - Ernesto Villarte
- Julio César Serrano - Dario

## Diffusion internationale
- Canal 13: Lundi à Vendredi aux 20h